# 氷川きよし・演歌名曲コレクション13〜虹色のバイヨン〜
『氷川きよし・演歌名曲コレクション13〜虹色のバイヨン〜』は、2010年11月10日にリリースされた、氷川きよしのアルバム。

## 概要
自身の楽曲6曲と演歌・昭和歌謡の名曲6曲を収録したアルバムである。
初回盤と通常盤があり、どちらもジャケット・ブックレットの内容が完全に異なる。また、初回盤にはオリジナル曲「最終フェリーで着いた町」のMVが収録されたDVDが付いている。

## 収録曲
オリジナル6曲
1. 虹色のバイヨン　[5:17]
作詩: 水木れいじ
作曲: 水森英夫
編曲: 伊戸のりお
2. 離郷しぐれ　[4:34]
作詩: かず翼
作曲: 宮下健治
編曲: 南郷達也
3. ゆびきり橋　[4:37]
作詩: いではく
作曲: 水森英夫
編曲: 石倉重信
4. 寒立馬(かんだちめ)　[4:41]
作詩: 喜多條忠
作曲: 大谷明裕
編曲: 竜崎孝路
5. 港の花　[4:00]
作詩: 仁井谷俊也
作曲: 桧原さとし
編曲: 石倉重信
6. 風の口笛　[5:04]
作詩: 麻こよみ
作曲: 蔦将包
編曲: 南郷達也

カバー6曲
1. 夜がわらっている　[3:38]
作詩: 星野哲郎
作曲: 船村徹
編曲: 蔦将包
オリジナル歌唱: 織井茂子
2. コーヒー・ルンバ　[4:09]
作詩・作曲: J.M.Perroni
訳詞: 中沢清二
編曲: 石倉重信
オリジナル歌唱: 西田佐知子
3. 上海帰りのリル　[3:41]
作詩: 東條寿三郎
作曲: 渡久地政信
編曲: 石倉重信
オリジナル歌唱: 津村謙
4. 白鷺三味線　[3:26]
作詩: 西條八十
作曲: 上原げんと
編曲: 石倉重信
オリジナル歌唱: 高田浩吉
5. カスバの女　[3:35]
作詩: 大高ひさを
作曲: 久我山明
編曲: 石倉重信
オリジナル歌唱: エト邦枝
6. 北国の春　[4:05]
作詩: いではく
作曲: 遠藤実
編曲: 石倉重信
オリジナル歌唱: 千昌夫